# Elektrac
Albums de Squarepusher
Damogen Furies
(2015)
Elektrac est un album live de Shobaleader One, le groupe formé par le compositeur de musique électronique Tom Jenkinson alias Squarepusher.
Sorti le 10 mars 2017, il contient les versions live de « onze classiques de Squarepusher. »

## Shobaleader One
Le nom "Shobaleader One" apparaît pour la première fois en 2010 sur le titre de l'album Squarepusher Presents Shobaleader One: d'Demonstrator. Prétendument l'oeuvre d'un groupe, il s'agissait probablement du travail du seul Jenkinson. En 2016, "Shobaleader One" devient un véritable groupe, composé de Squarepusher à la basse, Company Laser à la batterie, Arg Nution à la guitare et Strobe Nazard aux claviers.

## L'album
Elektrac contient des morceaux retravaillés d'albums antérieurs de Squarepusher publiés chez Warp et même Rephlex. Pour All Music, certaines versions « parviennent à être encore plus énergiques et suralimentées que les originales », à l'image de Don't Go Plastic.

## Liste des morceaux
| 1.    | The Swifty (de Feed Me Weird Things)           | 5:31 |
| 2.    | Coopers World (de Hard Normal Daddy)           | 5:28 |
| 3.    | Don't Go Plastic (de Music Is Rotted One Note) | 7:14 |
| 4.    | Iambic 5 Poetry (de Budakhan Mindphone)        | 5:37 |
| 5.    | Squarepusher Theme (de Feed Me Weird Things)   | 6:14 |
| 6.    | E8 Boogie (de Hard Normal Daddy)               | 6:57 |
| 7.    | Deep Fried Pizza (de Squarepusher Plays...)    | 7:10 |
| 8.    | Megazine (de Shobaleader One: d'Demonstrator)  | 4:32 |
| 9.    | Delta-V (de Just a Souvenir)                   | 4:04 |
| 10.   | Anstromm Feck 4 (de Do You Know Squarepusher)  | 5:09 |
| 11.   | Journey to Reedham (de Big Loada)              | 6:55 |
| 64:51 |                                                |      |